# Emanuele Pessagno
«Емануеле Пессаньо» (італ. Emanuele Pessagno) — військовий корабель, ескадрений міноносець типу «Навігаторі» Королівських ВМС Італії за часів Другої світової війни.

## Історія
«Емануеле Пессаньо» закладений 9 жовтня 1927 на верфі компанії CNR в Анконі. 10 березня 1930 року увійшов до складу Королівських ВМС Італії. Корабель отримав свою назву на честь відомого португальського адмірала італійського походження, що прославився у XIII-XIV століттях.
Есмінець узяв участь у двох місіях під час громадянської війни в Іспанії. У травні 1939 року брав участь в окупації Албанії італійськими військами.
На час вступу Італії у Другу світову війну «Емануеле Пессаньо» перебував у складі XVI ескадри есмінців, разом з однотипними «Ніколозо да Рекко», «Лука Таріго» та «Антоніо Узодімаре».
Есмінець брав активну участь у битвах Другої світової війни на Середземноморському театрі дій, бився у бою біля Калабрії, мису Матапан, у першій битві у затоці Сидра, супроводжував власні та переслідував ворожі конвої транспортних суден.
Під час британського нападу на Таранто в ніч між 11 і 12 жовтня 1940 року «Емануеле Пессаньо» був злегка пошкоджений у результаті вибуху бомб, що вибухнули у воді поблизу правого борта.
29 травня 1942 року під час ескорту разом з есмінцем «Антоніо Пігафетта» транспортного конвою з Бріндізі до Бенгазі був потоплений у наслідок торпедної атаки британського підводного човна типу «T» «Турбулент». Корабель загинув, тільки командиру, одному офіцеру, 10 старшинам і 74 морякам вдалося врятуватися, в той час як 159 членів екіпажу загинули.